# Michael English
Michael English né à Kenansville en Caroline du Nord le 12 avril 1962, est un chanteur et producteur de disques chrétien américain membre du Gaither Vocal Band.

## Biographie
Au cours de sa carrière solo, Michael English enregistre huit albums studio. Le single solo le mieux classé d'English est " Your Love Amazes Me ", qui a atteint la 10e place du classement Adult Contemporary en 1996.

## Discographie

### Avecthe Singing Americans
- 1981: The Exciting Sounds of the Singing Americans (Victory Records)
- 1981: Hymntime (Halo Records)
- 1984: Something Old Something New (Mark Five Records)
- 1984: Live And Alive (Riversong Records)
- 1984: "I Bowed on My Knees And Cried Holy" (single)
- 1985: Black And White (Riversong)

### Avec the Happy Goodmans
- 1982: Goodman Greats (Canaan Records)
- 1982: Chosen (Canaan)

### Avec the Gaither Vocal Band
- 1986: One X 1
- 1988: Wings
- 1990: A Few Good Men
- 1991: Homecoming
- 1993: Peace of the Rock
- 1993: Southern Classics
- 2009: Reunited
- 2010: Greatly Blessed
- 2011: I Am a Promise
- 2012: Pure and Simple
- 2014: Hymns

### Albums solo
- 1991: Michael English (Curb Records)
- 1993: Hope (Curb)
- 1995: Healing (Curb)
- 1996: Freedom (Curb)
- 1998: Gospel (Curb)
- 2000: Heaven to Earth (Curb)
- 2003: A Michael English Christmas (Curb)
- 2006: Greatest Hits: In Christ Alone (Curb)
- 2008: The Prodigal Comes Home (Curb)
- 2013: Some People Change (Curb)
- 2015: Worship (Daywind)
- 2017: Love is the Golden Rule (Daywind)

Compilations
- 1995: Healing (Curb Records)
- 2006: Michael English Greatest Hits: In Christ Alone (Curb)
- 2021: Michael English: The Best of Michael English

Live
- 2015: Live at Daywind Studios (DVD-CD) (Daywind)

### Singles
| Année | Single                        | Classement | Classement | Classement |
| Année | Single                        | US CHR AC  | US AC      | US         |
| ----- | ----------------------------- | ---------- | ---------- | ---------- |
| 1995  | "Healing" (avec Wynonna Judd) | —          | —          | 120        |
| 1996  | "Your Love Amazes Me"         | —          | 10         | 105        |
| 2000  | "Heaven to Earth"             | 17         | —          | —          |
| 2008  | "Feels Like Redemption"       | 26         | —          | —          |